# Wieseth
Wieseth là một đô thị ở huyện Ansbach bang Bayern nước Đức. Đô thị Wieseth có diện tích 20,65 km², dân số thời điểm ngày 31 tháng 12 năm 2006 là 1442 người.